# パクステン・アーロンソン
パクステン・リード・アーロンソン（Paxten Reid Aaronson, 2003年8月26日 - ）は、アメリカ合衆国・ニュージャージー州メドフォード出身のプロサッカー選手。ブンデスリーガ・アイントラハト・フランクフルト所属。ポジションはMF。

## クラブ経歴
12歳の時にフィラデルフィア・ユニオンのユースアカデミーに入団。地元ニュージャージー州メドフォードのシャウニー高校に通いながら、16歳の時にチームⅡに昇格。下部組織のUSLチャンピオンシップでのプレーを経て、2020年8月にプロ選手契約となるホームタウンプレイヤー契約を締結。2021年シーズンより正式にトップチームに昇格し、5月31日のポートランド・ティンバーズ戦でMLSデビュー。更に8月8日のニューイングランド・レボリューション戦では、前半31分にプロ初ゴールを記録。同年シーズンは16試合3ゴールを記録し、翌2022年シーズンもトップリーグで24試合に出場した。
2022年11月18日、アイントラハト・フランクフルトと2027年までの4年半の契約を締結し、2023年1月より加入することが発表された。

## 代表歴
2022年にホンジュラスで開催されたCONCACAF U-20選手権にU-20のアメリカ代表として出場。7ゴールを決め、大会優勝に導き最優秀選手に選出された。翌2023年1月にはフル代表に初招集。29日のコロンビア戦に先発で起用され、代表デビューを果たした。

## 人物
- ブレンデン・アーロンソンは実兄。